# Oslikani rukopisi
Oslikani rukopisi su rukopisi urešeni zlatom izrađenim ornamentima, inicijalima, minijaturama i vinjetama. 
Rabile su se prozirne ili mutne boje, a zlato se nanosilo u listićima ili u prahu. U početku se koristilo zlato boje mjedi, poslije zlato crvenkasta odsjaja.
Javljaju se već u kasnoantičko doba, a procvat doživljavaju u srednjem vijeku.
U Hrvatskoj je sačuvano oko 300 iluminiranih rukopisa, pretežno u katedralnim i samostanskim arhivima, knjižnicama i riznicama, te i u knjižnici HAZU i NSK-u. Najstariji iluminirani rukopis kod Hrvata je Splitski evanđelistar (Evangeliarium Spalatense, oko 8. – 9. st.). Jedan od najljepših je Misal Jurja Topuskoga iz 15. i 16. st. s minijaturama Julija Klovića.
Iluminacije se stilski razlikuju prema vremenu nastanka te pomažu pri kronološkom određivanju nedatiranih rukopisa.
Poznati hrvatski iluminatori su Feliks Petančić, Julije Klović, Bartol iz Krbave, Jakov Blažević iz Modruša, senjski arhiđakon Toma, pop Martinac, Vid Omišljanin i dr.[nedostaje izvor]

## Poveznice
- Minijatura (slikarstvo)
- Inicijal
- Ranokršćanstvo
- Predromanika

## Vanjske poveznice
- Katalog iluminiranih rukopisa u Britanskoj knjižnici u Londonu (engl.)  Arhivirana inačica izvorne stranice od 1. ožujka 2013. (Wayback Machine)